# Abdul Latif Jameel Poverty Action Lab
O Abdul Latif Jameel Poverty Action Lab (J-PAL) é um centro de pesquisa global que trabalha para reduzir a pobreza, garantindo que as políticas públicas sejam informada por evidências científicas. O J-PAL conduz avaliações de impacto aleatorizadas para responder a questões críticas na luta contra a pobreza e constrói parcerias com governos, ONGs, doadores e outros parceiros para gerar novas pesquisas, compartilhar conhecimento e expandir programas eficazes. Em 2018, mais de 400 milhões de pessoas foram alcançadas por ampliações de programas considerados eficazes pela pesquisa dos afiliados ao J-PAL.

## História e missão
O J-PAL foi fundado em 2003 como o "Poverty Action Lab" pelos professores Abhijit Banerjee, Esther Duflo e Sendhil Mullainathan. O J-PAL foi estabelecido para apoiar avaliações aleatorizadas medindo intervenções contra a pobreza em tópicos que vão desde agricultura e saúde a governança e educação. O centro foi renomeado em homenagem ao Sheikh Abdul Latif Jameel quando seu filho, o ex-aluno do MIT Mohammed Abdul Latif Jameel, o apoiou com três doações importantes em 2005. Ele ainda investiu em suas atividades em 2009.
Uma matéria da Business Week de 2010, "The Pragmatic Rebels", chamou a abordagem de J-PAL de "uma nova geração de empiristas céticos comprometidos com testes assíduos e resultados tangíveis". De acordo com Nicolas Kristof, J-PAL liderou uma "revolução na avaliação"; sua filosofia e métodos são parte de uma tendência maior de "aplicar a economia comportamental ao desenvolvimento global". Em sua resenha do livro Poor Economics de Banerjee e Duflo, Bill Gates escreveu: "Para mim, o que é realmente ótimo sobre J-PAL é que ele está produzindo evidências científicas que podem ajudar a tornar nossos esforços anti-pobreza mais eficazes."

## Atividades
Embora o J-PAL tenha sido fundado como um centro de pesquisa, suas atividades se expandiram para abranger três áreas: avaliações de impacto, divulgação de políticas e capacitação.
Até o momento, uma rede de mais de 170 professores afiliados ao J-PAL realizou mais de 948 avaliações em 81 países, e o J-PAL treinou mais de 1.500 pessoas em avaliação de impacto. Essas avaliações incluem tudo, desde uma análise da eficácia dos óculos na China para melhorar as pontuações dos testes dos alunos a um estudo sobre o valor da desparasitação para melhorar a frequência dos alunos e o desempenho acadêmico no Quênia. Este trabalho, de Michael Kremer e Edward Miguel, impulsionou a iniciativa Deworm the World, que desde então atingiu mais de 20 milhões de crianças. Outro pesquisador do J-PAL, Nava Ashraf, concluiu recentemente o trabalho em canais inovadores para aliviar a carga de trabalhadores de saúde sobrecarregados na Zâmbia. Uma avaliação na Índia pelos diretores do J-PAL Esther Duflo, Abhijit Banerjee e Rachel Glennerster, junto com Dhruva Kothari, descobriu que as taxas de imunização total aumentaram dramaticamente com a introdução de pequenos incentivos para os pais, juntamente com serviços confiáveis em convenientes clínicas móveis.
J-PAL apóia avaliações aleatorizadas por meio de suas 16 iniciativas de pesquisa, que permitem pesquisas inovadoras que preenchem lacunas de conhecimento críticas e contribuem para a compreensão global do que funciona, o que não funciona e por quê. Em 2019, o J-PAL lançou a Iniciativa Inovações em Dados e Experimentos para Ação (IDEA), que fornece financiamento e orientação técnica para ajudar pesquisadores e provedores de dados a acessar e analisar grandes conjuntos de dados administrativos, informando a tomada de decisões e levando a um processo mais rápido e econômico avaliações randomizadas. Parcerias iniciais estão em andamento com governos estaduais nos Estados Unidos e na Índia. Também em 2019, o J-PAL relançou sua Government Partnership Initiative (GPI) como a Innovation in Government Initiative (IGI), representando esforços renovados para expandir programas eficazes para alcançar mais pessoas. Os governos poderão se candidatar a financiamento do IGI para conduzir avaliações de impacto rigorosas e ampliar as políticas e programas baseados em evidências.
J-PAL e Pratham, com o apoio de vários doadores e parceiros locais, estão trabalhando juntos para expandir o Ensino no Nível Certo (TaRL) em países da África e da América Latina. A expansão desse programa tem o potencial de ajudar milhões de crianças a aprender habilidades básicas de leitura e matemática, preparando-as para uma educação futura e uma vida de rendimentos mais elevados.
Como parte de seus esforços de capacitação, J-PAL oferece cursos para ajudar implementadores, formuladores de políticas e pesquisadores a se tornarem melhores produtores e usuários de evidências e equipar alunos em todo o mundo com habilidades em análise de dados e economia. As ofertas incluem cursos com inscrições abertas, workshops personalizados, cursos online e treinamentos para equipes de pesquisa. J-PAL criou uma credencial MicroMasters online em cooperação com o MITx e um Diploma em Avaliação de Impacto com a Pontificia Universidad Católica de Chile. Em 2019, o J-PAL lançou o mestrado do MIT em Dados, Economia e Política de Desenvolvimento, combinando o aprendizado online com educação residencial no MIT e estágios intensivos. O programa de mestrado irá equipar alunos excepcionais com as habilidades de que precisam para criar mudanças baseadas em evidências em suas comunidades.

## Estrutura
A sede do J-PAL (escritório global) é um centro dentro do Departamento de Economia do Massachusetts Institute of Technology (MIT), com escritórios regionais na África, Europa, América Latina, América do Norte, Sul da Ásia e Sudeste Asiático que são hospedados por um universidade local:
- J-PAL Europa (Paris, França), fundada em 2007 com a Escola de Economia de Paris
- J-PAL Sul Asiático (Chennai, Índia), estabelecido em 2007 com o Institute for Financial Management and Research
- J-PAL América Latina e Caribe (Santiago, Chile), fundada em 2009 com a Pontifícia Universidad Católica do Chile
- J-PAL Africa (Cidade do Cabo, África do Sul), fundada em 2011 com a Universidade da Cidade do Cabo em SALDRU
- J-PAL Sudeste Asiático (Jacarta, Indonésia), com base no Instituto de Pesquisa Econômica e Social da Faculdade de Economia da Universidade da Indonésia (LPEM FEB-UI)
- J-PAL North America (Cambridge, Massachusetts), fundada em 2013 com o Massachusetts Institute of Technology[8]

O J-PAL é organizado tanto por esses escritórios regionais quanto por temas de pesquisa chamados programas setoriais. Os programas são liderados por membros da diretoria da organização e cobrem oito áreas:
- Agricultura
- Crime
- Educação
- Energia e Meio Ambiente
- Finança
- Saúde
- Mercado de Trabalho
- Economia Política e Governança

O J-PAL é atualmente liderado pelos professores Abhijit Banerjee, Esther Duflo e Ben Olken como diretores do corpo docente e Iqbal Dhaliwal como o diretor executivo global. O Conselho de Administração do J-PAL define a visão e estratégia para a organização e inclui os Diretores Globais e o Diretor Executivo, os Diretores Científicos Regionais e os Diretores Executivos e os Presidentes dos Programas Setoriais. Em 2019, os cofundadores do J-PAL, Abhijit Banerjee e Esther Duflo, e o afiliado de pesquisa de longa data Michael Kremer, receberam o prêmio Nobel de economia “por sua abordagem experimental para reduzir a pobreza global”.

## Parceiros
O Innovations for Poverty Action (IPA) é um parceiro próximo do Abdul Latif Jameel Poverty Action Lab (J-PAL). As duas organizações compartilham uma missão comum e adotam abordagens metodológicas semelhantes para a avaliação da política de desenvolvimento, embora o J-PAL trabalhe por meio de universidades e faça uso de recursos acadêmicos, enquanto o IPA, sem fins lucrativos, opera por meio de escritórios nos países. Ambas as organizações foram pioneiras no uso de avaliações randomizadas para estudar a eficácia das intervenções de desenvolvimento em todo o mundo e colaboraram extensivamente em estudos de campo envolvendo avaliações randomizadas. Diversos afiliados ao J-PAL também são afiliados de pesquisa da IPA ou são membros da rede de pesquisa da IPA. O trabalho de ambas as organizações é destaque nos best-sellers More Than Good Intentions, de Dean Karlan e Jacob Appel, e no livro de Banerjee e Duflo de 2011, Poor Economics, que foi escolhido como Financial Times de 2011 e o livro de negócios do ano do Goldman Sachs Prêmio.
Outros parceiros de pesquisa do J-PAL incluem o Center for Micro Finance, o Center for International Development's Micro-Development Initiative, o Center of Evaluation for Global Action, Ideas 42, Educate! E o Small Enterprise Finance Center.

## Prêmios
- 2008: J-PAL recebe Prêmio Fronteiras do Conhecimento da Fundação BBVA para Cooperação para o Desenvolvimento
- 2009: Abhijit Banerjee recebe o Prêmio Infosys inaugural 2010: Esther Duflo e Sendhil Mullainathan nomeados entre os 100 maiores pensadores globais da política externa
- 2010: Esther Duflo recebe a medalha John Bates Clark 2010: Erica Field recebe o Prêmio de Pesquisa Elaine Bennett[10]
- 2011: O livro Poor Economics recebe o prêmio do Financial Times e do Business Book of the Year da Goldman Sachs.
- 2014: J-PAL, Abhijit Banerjee e Esther Duflo receberam o Prêmio Albert O. Hirschman do Social Science Research Council
- 1997, 2002, 2009: A Fundação MacArthur concedeu bolsas a Esther Duflo (2009), Sendhil Mullainathan (2002) e Michael Kremer (1997)
- 2019: O Prêmio Sveriges Riksbank em Ciências Econômicas em Memória de Alfred Nobel foi concedido a Abhijit Banerjee, Esther Duflo e Michael Kremer “por sua abordagem experimental para reduzir a pobreza global”.